# Uwe Jean Heuser

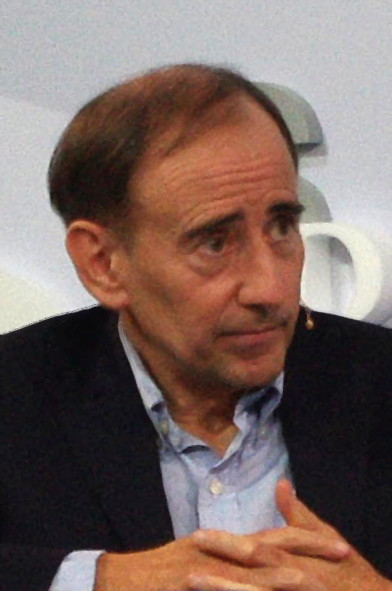
Uwe-Jean Heuser, 2017

Uwe Jean Heuser [ˈuːvə ʒɑ̃ 'hɔi̯zɐ] (* 1963) ist ein deutscher Journalist.

## Leben
Heuser besuchte das Siegtal-Gymnasium in Eitorf. Nach dem Abitur studierte er in Bonn, Berkeley, Köln und Harvard (MPA). Er promovierte in Volkswirtschaftslehre an der Universität zu Köln. 
Er war sowohl in der Wirtschaft (McKinsey) als auch in der Publizistik tätig. 1992 trat er in die Redaktion der Wochenzeitung Die Zeit ein, wo er von 2000 bis 2021 das Wirtschaftsressort leitete. 2021 gründet und leitet er das Nachhaltigkeitsressort der Zeitung. Zudem ist er Dozent an der Universität St. Gallen und Honorarprofessor an der Leuphana Universität Lüneburg.
In seinem 2000 erschienenen Werk Das Unbehagen im Kapitalismus. Die neue Wirtschaft und ihre Folgen hob Heuser hervor, dass der Mensch in der Dynamik der globalisierten Ökonomie mit zunehmend komplexeren Marktinformationen umzugehen habe und mehr Aufmerksamkeit und Lebenszeit auf das wirtschaftliche Kalkül einsetzen müsse. Ähnlich wie der amerikanische Soziologe Richard Sennett stellte Heuser fest, dass der Mensch für ein solches Verhalten nicht geschaffen sei. Die schnelle Folge von Entscheidungssituationen riskiere, Menschen zu überfordern. Die Muster der Wahrnehmungen, Empfindungen und Entscheidungen des Menschen entsprächen nicht dem rationalen, konsequent am eigenen Vorteil orientierten Verhalten, das der Markt einfordere, und es trete zunehmend ein Zielkonflikt zwischen privatem wirtschaftlichem Vorteil und den Bedürfnissen nach sozialem Zusammenhalt und fairen Verhältnissen auf. Auf dieser Basis könnten alte Gemeinschaftsinstitutionen nicht mehr wirksam arbeiten. Die Gesellschaft stehe vor der Herausforderung, nach Lösungen zu suchen, welche den Gemeinsinn und die Freiheit stärken; in diesem Zusammenhang sieht Heuser insbesondere das soziale Unternehmertum als zentrales Moment einer funktionierenden Gesellschaft an.
Heuser ist Kuratoriumsmitglied der Haniel Stiftung, Mitglied des Tönissteiner Kreises, Rotary und des World Economic Forums (WEF).

## Rezeption

### Preise und Auszeichnungen
Im Jahr 2004 wurde ihm zusammen mit John F. Jungclaussen der Herbert Quandt Medien-Preis für die Artikelsammlung Schöpfer und Zerstörer verliehen.
2011 erhielt er den Dietrich-Oppenberg-Medienpreis der Stiftung Lesen.
Im Jahr 2015 wurde er von der Leuphana Universität Lüneburg zum Honorarprofessor ernannt.

### Kritik
2022 kritisierte Übermedien eine durch den Zeitverlag veranstaltete Kreuzfahrt, die Lesenden die Möglichkeit zur Diskussion über „Lösungen zur Bewältigung des Klimawandels“ mit Heuser dienen sollte. Nach Rückfrage des Online-Magazin bezüglich des immensen Treibhauspotentials einer solchen Reise wurde die Anzeige offline genommen.

## Veröffentlichungen
- Hochauflösendes Fernsehen. Fallstudie und Analyse des internationalen Standardisierungsprozesses. Dissertation. Universität zu Köln, 1992
- Tausend Welten. Die Auflösung der Gesellschaft im digitalen Zeitalter. Berlin-Verlag, Berlin 1996, ISBN 3-8270-0208-7
- Das Unbehagen im Kapitalismus. Die neue Wirtschaft und ihre Folgen. Berlin-Verlag, Berlin 2000, ISBN 3-8270-0317-2
- mit John F. Jungclaussen (Hrsg.): Schöpfer und Zerstörer. Große Unternehmer und ihre Momente der Entscheidung. Rowohlt-Taschenbuch-Verlag, Reinbek 2004, ISBN 3-499-61650-5
- Humanomics. Die Entdeckung des Menschen in der Wirtschaft. Campus-Verlag, Frankfurt/New York 2008, ISBN 978-3-593-38117-6
  - Das neue Menschenbild der Ökonomen, Rezension von Martin Greive, Die Welt, 17. Februar 2008
  - Abschied von Mr Eigensinn, Rezension von Jens Schadendorf, Financial Times Deutschland, 17. Juli 2008
  - Nun kommt der «Homo reciprocans», Rezension von Philippe Mahler, Neue Zürcher Zeitung, 29. November 2008
- Was aus Deutschland werden soll. Der Auftrag an die Wirtschaftspolitik. Campus-Verlag, Frankfurt/New York 2009, ISBN 978-3-593-39068-0
- mit Sascha Spoun (Hrsg.): Virale Kommunikation. Möglichkeiten und Grenzen des prozessanstoßenden Marketings. Nomos, Baden-Baden 2009, ISBN 978-3-8329-5059-0
- Kapitalismus inklusive. Edition Körber, Hamburg 2017, ISBN 978-3-89684-259-6.